# Lanthaniscus
Lanthaniscus is een geslacht van uitgestorven lanthanosuchoïde ankyramorfe parareptielen, bekend uit het Guadalupien (Laat-Roadien - Laat-Wordien) van Oost-Europa, Rusland. 
Lanthaniscus werd voor het eerst benoemd in 1980 door M. F. Ivakhnenko en de typesoort is Lanthaniscus efremovi. Lanthaniscus efremovi werd oorspronkelijk beschreven op basis van het holotype PIN 3706/9 van de Peza-1, Krasnoshchel-formatie, in Archangelsk. Verschillende auteurs hadden het aan de familie Lanthanosuchidae toegewezen, maar Ivakhnenko, die in 2008 een extra exemplaar van Lanthaniscus efremovi beschreef, wees Lanthaniscus toe aan zijn eigen familie Lanthaniscidae. Het verdere exemplaar PIN 4543/2 werd verzameld uit dezelfde formatie als het holotype, uit de Nisogora-vindplaats, die iets jonger is.